# مارهای رنگین‌تاب
مارهای رنگین‌تاب (نام علمی: Calamorhabdium) نام یک سرده از تیره قمچه‌ماران است. این سرده دارای دو گونه است که هر دو در آسیا زندگی می‌کنند.